# Late Fame
Late Fame ist ein US-amerikanischer Spielfilm von Kent Jones aus dem Jahr 2025. Das Drama basiert auf der postum erschienenen Novelle Später Ruhm von Arthur Schnitzler. Es erzählt vom Schicksal eines greisen und vergessenen Dichters, dessen Werk von einer Gruppe junger Künstler wiederentdeckt wird. Die Hauptrollen übernahmen Willem Dafoe und Greta Lee. Die Uraufführung findet Ende August 2025 bei den Internationalen Filmfestspielen von Venedig statt.

## Handlung
Der frühere Dichter Ed Saxberger lebt in New York und verdient seinen Lebensunterhalt als Postangestellter. Eines Tages wird sein lange vergessener Gedichtband von einem Künstlerzirkel wiederentdeckt. Die Aufmerksamkeit und Verehrung, die Ed von den jungen Autoren und Studenten entgegengebracht werden, durchbrechen seine einsame Alltagsroutine und beleben seinen Geist neu. Er wird in ihren Kreis aufgenommen und beginnt, seine alten Freunde zu vernachlässigen. Zur Gruppe gehört auch die impulsive Gloria, eine talentierte, jedoch psychisch stark belastete Theaterschauspielerin. Sie versucht, die Gefühle der männlichen Gruppenmitglieder für sich auszunutzen. Dabei hofft sie auch auf die Bewunderung von Ed.

## Veröffentlichung
Die Weltpremiere von Late Fame erfolgt am 30. August 2025 im Rahmen des 82. Internationalen Filmfestivals von Venedig. Der Beitrag wurde in die Nebensektion Orizzonti aufgenommen.

## Auszeichnungen
Kent Jones wurde mit Late Fame in den Wettbewerb der Nebensektion Orizzonti der Filmfestspiele von Venedig eingeladen.